# Pentossaea heteronervis
Pentossaea heteronervis là một loài thực vật có hoa trong họ Mua. Loài này được (Naudin) Judd mô tả khoa học đầu tiên năm 1989.